# Frekhaug
Frekhaug er en by der tidligere var  administrationsby i Meland kommune, men er nu en del af Alver kommune i  Vestland fylke i Norge. Frekhaug ligger ved Salhusfjorden, på sydøstsiden af Holsnøy, og har 	1.649 indbyggere i 2012.